# Suore domenicane di Betania

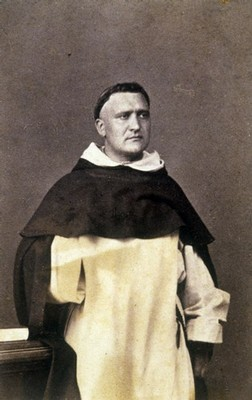
Padre Lataste, O.P., fondatore della congregazione

Le suore domenicane di Betania (in francese Dominicaines de Béthaine) sono un istituto religioso femminile di diritto pontificio: i membri di questa congregazione pospongono al loro nome la sigla O.P.

## Storia
La congregazione venne fondata dal frate domenicano francese Marie-Jean-Joseph Lataste (1832-1869). Nel 1864 venne inviato dal suo priore a predicare un ritiro spirituale nel carcere femminile di Cadillac, che ospitava donne condannate ai lavori forzati per reati come il furto, l'infanticidio, l'aborto e l'omicidio.
Lataste ebbe l'intuizione di iniziare una nuova famiglia religiosa per offrire alle ex detenute la possibilità di condurre vita fraterna in comunità con altre donne dal passato integro (un pilastro della vita comunitaria a Betania sarebbe stata la discrezione sul passato che avrebbe consentito a ogni religiosa di poter vivere una vita nuova quali che fossero i suoi precedenti) e il 14 agosto 1866, a Fresnes, istituì la congregazione delle "suore di santa Maria Maddalena di Betania" (dette poi domenicane di Betania).
L'istituto, affiliato all'Ordine dei frati predicatori dal 1º novembre 1888, ricevette il pontificio decreto di lode il 12 aprile 1902 e l'approvazione definitiva della Santa Sede il 23 agosto 1910; le sue costituzioni vennero approvate il 17 giugno 1931.

## Attività e diffusione
Le domenicane di Betania si guadagnano da vivere lavorando: si dedicano alla visita alle carceri e ad ambienti simili, all'apostolato presso i sofferenti e gli emarginti, allo studio e alla preghiera.
Sono presenti in Francia, Svizzera e Italia; la sede generalizia è a Saint-Sulpice-de-Favières.
Al 31 dicembre 2005, la congregazione contava 118 religiose in 6 case.